# Dhatrichia divergenta
Dhatrichia divergenta är en nattsländeart som beskrevs av Wells och Andersen 1995. Dhatrichia divergenta ingår i släktet Dhatrichia och familjen smånattsländor. Inga underarter finns listade i Catalogue of Life.